# Llauró
Llauró ([ʎəw'ɾu], estàndard [ʎəw'ɾo], en francès Llauro) és un poble, cap de la comuna del mateix nom, de 314 habitants, de la comarca del Rosselló, a la Catalunya del Nord. Pertany a la subcomarca dels Aspres.

## Etimologia
Joan Coromines explica que el topònim Llauró és problemàtic, i s'hi han formulat diverses hipòtesis. D'una banda, se l'ha volgut relacionar amb una divinitat pirinenca, Larraso o Larason, però la presència de la -u- de la primera síl·laba ho fa del fet impossible. S'ha postulat, alternativament, un origen en l'arrel laur-, que Coromines va a buscar en els parlars cèltics. El prestigiós filòleg dona com a versemblant la suma de l'ètim de laur-, que ha donat diversos topònims a Occitània (Laurac), més el sufix -dunum, freqüent en noms de població (Besalú, Verdú...). Això donaria la forma Lauredon, una de les primeres documentades.

## Geografia

### Localització i característiques generals del terme

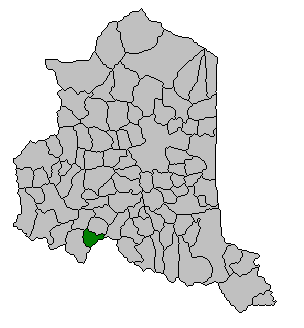
Situació de la comuna de Llauró en el Rosselló

Llauró és una comuna de 83.400 hectàrees d'extensió situada plenament dins dels Aspres, a la zona meridional d'aquesta subcomarca, a tocar del límit amb el Vallespir. La meitat septentrional del terme s'articula a l'entorn de la vall de la Ribera del Monar, un dels cursos d'aigua que més al nord formen la Ribera de Llauró, afluent del Reart, mentre que la meitat meridional està formada pel massís de la Calcina i els seus vessants meridionals i orientals.
És un terme accidentat, que provoca que la carretera que el travessa, la de Ceret a Tuïr, hi tingui un traçat molt sinuós, que culmina en el Coll de Llauró. El punt més elevat del terme és a l'extrem de ponent: el Torre Blanc, de 512 m. alt.
Termes municipals limítrofs:
| Montoriol | Torderes | Paçà   |
| Oms       |          |        |
|           |          | Vivers |

### El poble de Llauró

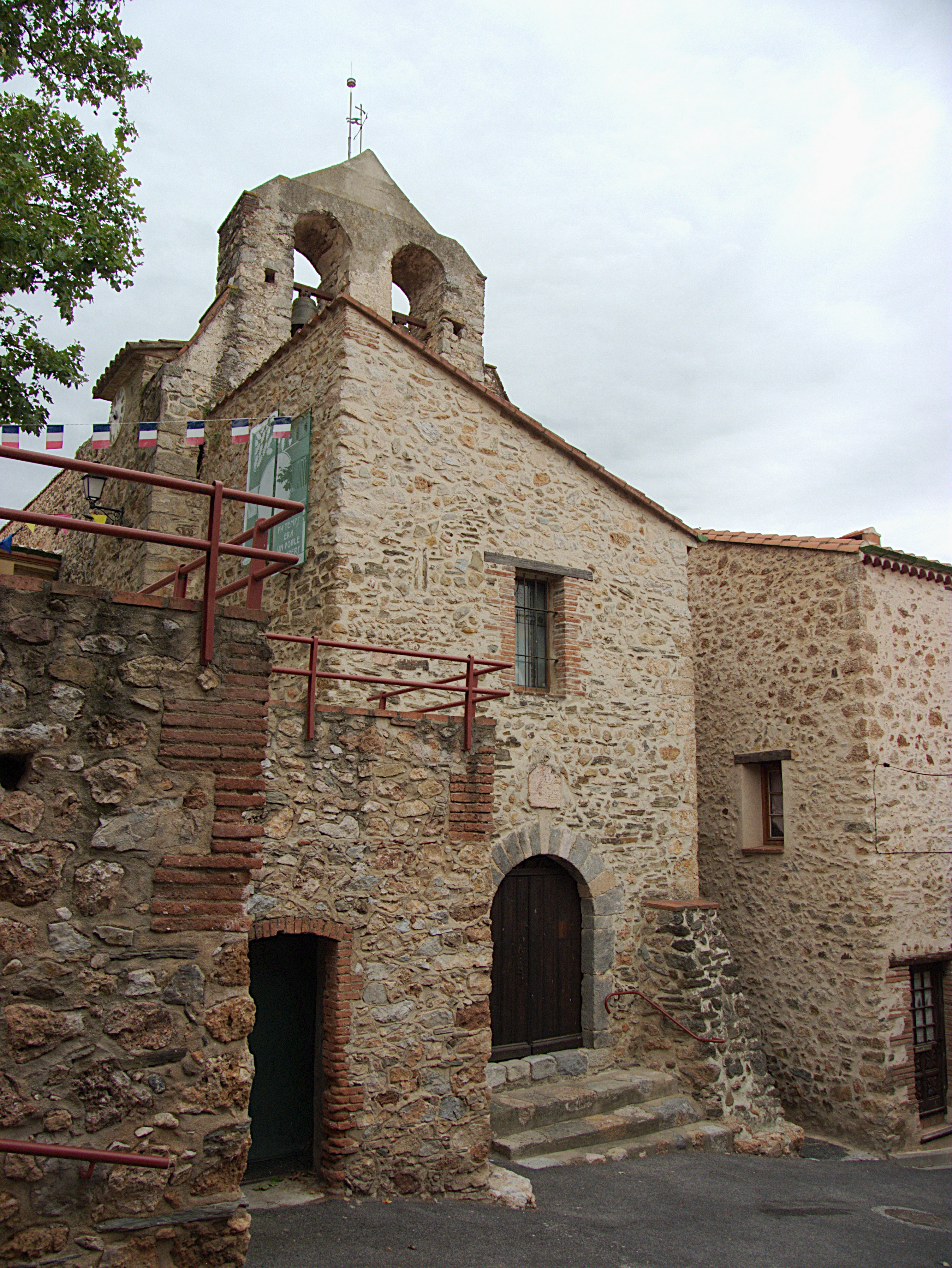
Façana de l'església

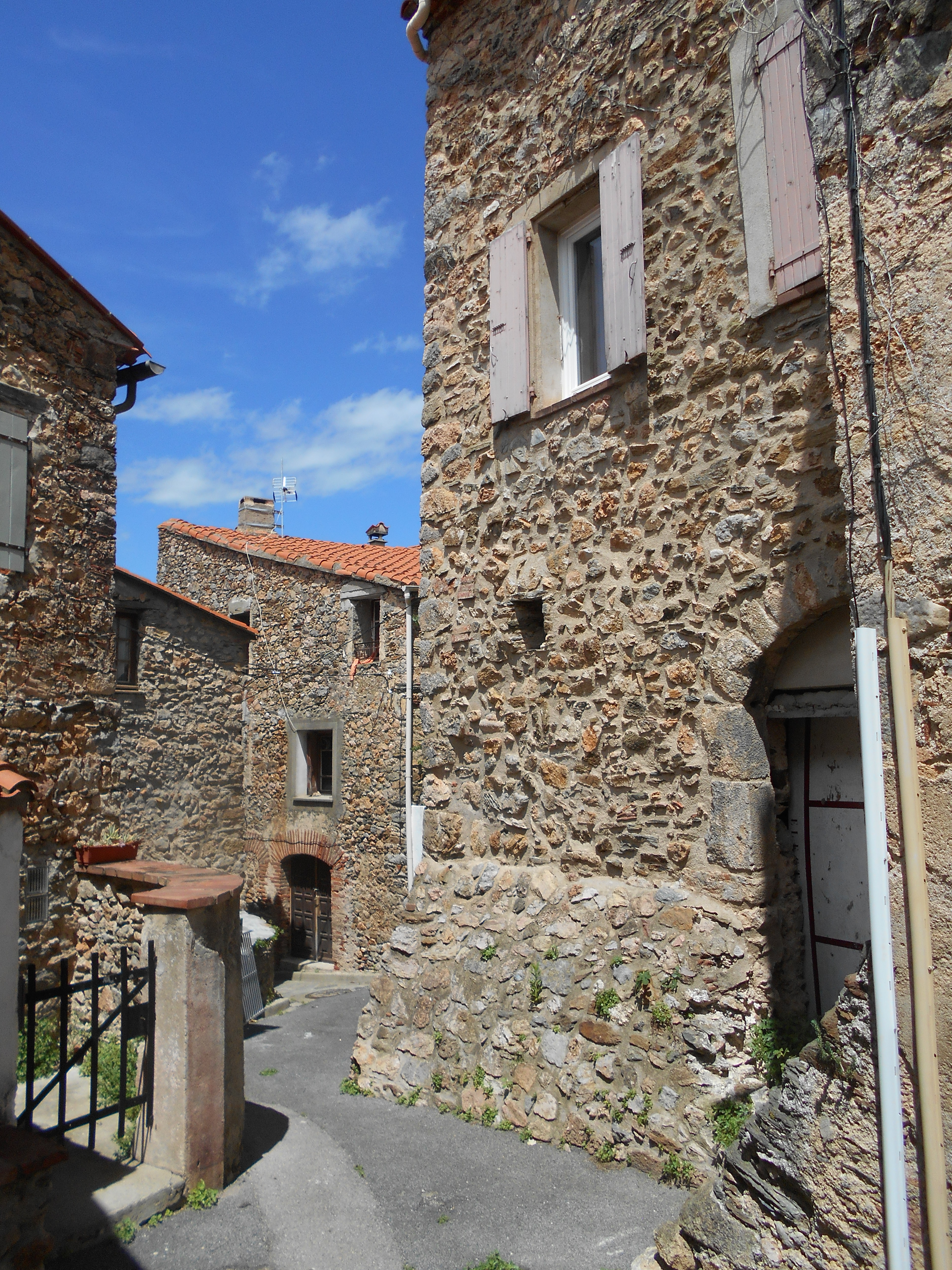
La cellera de Llauró

Llauró és a la part septentrional del seu terme, a la vall de la Ribera del Monar. El poble vell està organitzat com a antiga cellera a l'entorn de l'església de Sant Martí i de la plaça on hi hagué el cementiri parroquial, coneguda actualment com l'Era i presidida per un plàtan monumental, a més del Castell de Llauró, desaparegut.
El poble, situat en un coster bastant pronunciat, no ha crescut gaire, al llarg de la història, i ho ha fet creant nuclis secundaris a l'est i al sud-est del poble vell, muntanya amunt. Modernament s'hi ha afegit, lluny del nucli principal de població, la urbanització de la Calcina, que incorpora un càmping municipal, en el lloc on antigament hi havia el veïnat dels Masos de la Calcina.

### Els masos del terme
Llauró no és un territori abundant en masos. Sí que s'hi troben el Mas d'en Bosc, el Mas d'en Drulla i els Masos, o les Cases de la Calcina, a part de les ruïnes del Mas d'en Costa. Sí, en canvi, hi ha diversos cortals: el Casot, el Casot del Serrat de Galuert, el Casot del Duc, dos cortals anomenats de les Tallades, dos cortals anomenats d'en Drulla, i el Cortal -o Cort- d'en Duran, a part del desaparegut Cortal d'en Bizern i de les ruïnes dels cortals d'en Gispert -abans, d'en Casella- i d'en Saquer.

### Cursos d'aigua
Els dos cursos d'aigua més similars a un riu són la Ribera del Monar, o simplement el Monar, i la Ribera de Querabs, també denominada Còrrec de Querabs. La resta són torrents de muntanya, aquí anomenats còrrecs: Còrrec de Bruners, Còrrec de Coll de Mill, Còrrec de Coma de Lloba, Còrrec de Coma de Seu, Còrrec de Figueredes, Còrrec de Galuert, Còrrec de la Cabana de Moro, Còrrec de la Calcina, Còrrec de la Sesta, Còrrec de la Font del Roc, Còrrec de la Jaça d'Oms, Còrrec de la Musilla, Còrrec de la Solana del Pastor, Còrrec del Bosc d'en Miquel, Còrrec del Capellà, Còrrec del Casot del Duc, Còrrec del Coll del Roure, Còrrec del Comú, Còrrec de les Eroles, Còrrec de les Teixoneres, Còrrec de les Pedres Dretes, Còrrec de les Vinyes d'Avall, abans del Vinyer d'Avall, Còrrec del Fornàs, Còrrec del Ginebre, Còrrec del Mener, Còrrec del Noc, Còrrec del Pla del Mener, Còrrec del Roc dels Quers, Còrrec dels Aiguals, Còrrec dels Pradells, abans de les Tombes, Còrrec del Serrat, Còrrec del Solà de la Cabanella, Còrrec dels Rabassers, Còrrec dels Socarrats Vells, Còrrec del Vinyer d'Avall, Còrrec de Moscalló, Còrrec de Torre Blanc, Còrrecs del Bac de les Eroles, Còrrecs de les Teixoneres i Còrrecs del Solà dels Ocells.
Diverses sorgències d'aigua es troben a Llauró: la Fontassa i la Pompa al poble mateix, i la Font del Castanyer, la Font de les Picateres, la Font del Mas d'en Drulla, la Font del Roc, la Font dels Esquirols, la Font dels Masos, la Font de Sant Martí i la Font Madama.

### Orografia
El terme de Llauró és molt muntanyós. La meitat nord consta de la vall del Mener, el límit nord i oest de la qual assoleix una mitjana entre els 450 i els 512 metres; assoleix aquesta darrera altitud al Torre Blanc, a l'extrem de ponent del poble. La meitat sud i est és el massís de la Calcina, denominat la Serra, que arriba als 425 m alt.
Els principals serrats del terme de Llauró són els denominats el Moscalló, la Serra, el Serrat, el Serrat de Galuert, el Serrat del Muntanyenc i el Torre Blanc, a part del Puig, Hi ha un bon munt de colls, que certifiquen el caràcter muntanyós de Llauró: Coll de Llauró, Coll del Puig, Coll del Roure, Coll dels Francesos i Coll de Mill.

### El terme comunal

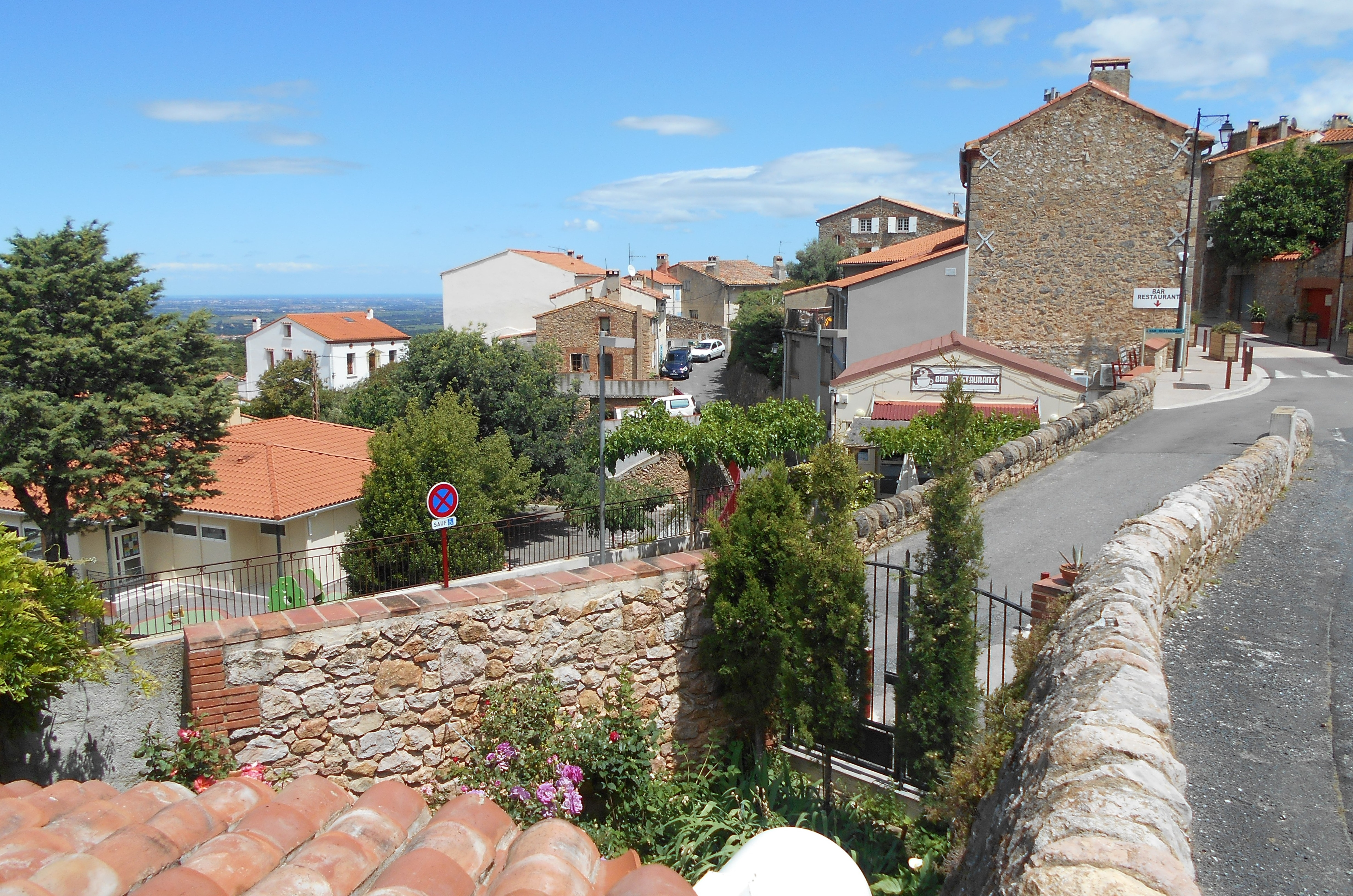
El costerut poble de Llauró

Els noms de les partides cadastrals de Llauró repeteixen en part alguns dels topònims ja esmentats. Entre aquestes partides trobem l'Aigual, el Bac de la Sesta, el Bac de la Pubilla, el Bac de les Eroles, el Bosc d'en Miquel, la Cabana del Moro, la Cabanella, la Calcina, el Camp del Forn, els Cirerers d'en Manent, el Clot del Mener, els Clots, Coll del Puig, Coll del Roure, Coll dels Francesos, Coll de Mill, les Colomines, Coma de Lloba, Coma de Seu, el Comú, Còrrec de la Font del Roc, Còrrec del Capellà, la Creu d'en Bosc, la Creu d'en Casella, el Cortal d'en Drulla, Costa Nova, Costa Vella, les Cotives, les Eroles o Eiroles, l'Estanyol, Figueredes, el Fonse de l'Oratori, la Font del Roc, les Garrigues, el Ginebre, la Jaça d'Oms, el Mener, Mas d'en Costa, el Milà, la Musilla, l'Oratori, les Pedres Dretes, el Pelat del Mener, Pla del Mener, Pradells, Pradells de la Collada, els Rabassers, Siurall, els Socarrats Vells, el Solà de Galuert, el Solà de la Cabanella, el Solà dels Ocells, abans, dels Aucells, les Solanes de Torderes, o d'en Pastor, les Tallades, les Teixoneres, Torre Blanc, les Trilles, la Vinya Vella i les Vinyes d'Avall. Alguns noms ja són perduts de l'ús comú, com els Correguils de la Font, les Femades, les Moles i la Vinya d'en Jaume Martra.
Alguns dels topònims de Llauró indiquen fites i senyals termenals: Creu del Torre Blanc, Roc Blanc, Roc de Gord, Roc de les Teixoneres, Roc del Pelat del Mener, Roc Gros, Roc Negre (llevat del primer, tots ja en desús), sis llocs anomenats Termenera, la Termenera del Camí d'Oms i la Termenera del Torre Blanc.

#### El Cadastre napoleònic
En el Cadastre napoleònic del 1812, el terme de Llauró apareix dividit en dues seccions: la que ocupa la meitat nord-oest és la del Poble; la de la meitat sud-est, és l'anomenada la Calcina. A la secció del Poble es troben les partides dels Socarrats Vells, la Cabana del Moro, el Bosc d'en Miquel, les Cotives, Coll de Mill, Coma de Seu, amb el Cortal d'en Drulla, el Serrat, amb el mas d'aquest nom, les Trilles, els Clots, les Tallades, el Mas d'en Costa, amb el mas homònim, Pradells, les Eroles, Mosquelló, Pradells de la Collada, l'Aigual, les Colomines, Torre Blanc, amb el Mas d'en Bosc, els Rabassers i el Coll del Puig.
La Calcina està formada per les partides del Camp del Forn, el Vinyer d'Avall, l'Estanyol, el Solà dels Aucells, la Costa Vella, la Costa Nova, amb el Cortal d'en Saquer, el Ginebre, el Còrrec del Capellà, les Teixoneres, el Mener, Figueredes, la Calcina, amb el Cortal d'en Paraire i una altra edificació agrícola, el Milà, les Cabanelles, l'Oratori, el Bac de les Eroles, el Serrat del Muntanyenc, la Jaça d'Oms, el Serrat de Galuert, el Solà de Galuert, la Musilla, el Solà de les Cabanelles, el Bac de la Sesta, la Serra, el Bac de la Pubilla, Siurall, el Còrrec de la Font del Roc, el Coll del Roure i la Clota del Mener.

## Transports i comunicacions

### Carreteres
Dues úniques carreteres travessen el terme de Paçà, totes dues resseguint la vall de la Ribera del Monar, on es troba el poble de Llauró. A més, totes dues carreteres comparteixen traçat en un bon tram del seu pas pel terme de Llauró.
La carretera D - 13 (Morellàs - D-618, al Coll d'en Fortó, terme de Prunet i Bellpuig) travessa el terme de Llauró de nord-oest a sud-est. Per aquesta carretera, Llauró es comunica amb Vivers (4 km), Sant Joan de Pladecorts (8) i Morellàs (12,5), cap a l'est i sud-est, i Oms (3,7), Calmella (5,5), i el Coll d'en Fortó, a Prunet i Bellpuig (9,5), cap a l'oest i nord-oest.
D'altra banda, la D - 615 (Illa - Ceret), que mena des de Llauró, cap al nord a Forques (6,2 km), passant abans a prop de Torderes, Terrats (8), Llupià (8,3), Tuïr (12,5), Corbera la Cabana (22) i Illa (27,3). Cap al sud-oest, aquesta carretera duu a Ceret en 10,7 quilòmetres.

### Transport públic col·lectiu
No hi ha cap línia regular que meni directament a Llauró. La línia 390 del servei departamental de Le bus à 1 € és l'única que ofereix un servei proper a Llauró. La línia uneix Perpinyà amb Forques, passant per Tuïr, Trullars, Vilamulaca i Trasserra. Ofereix deu serveis diaris en cada direcció, de dilluns a dissabte. No circula els dies de festa. De Forques a Llauró cal fer servir el Transport à la demande, que s'estableix quan hi ha prou volum de passatgers que el sol·licita.

## Activitats econòmiques

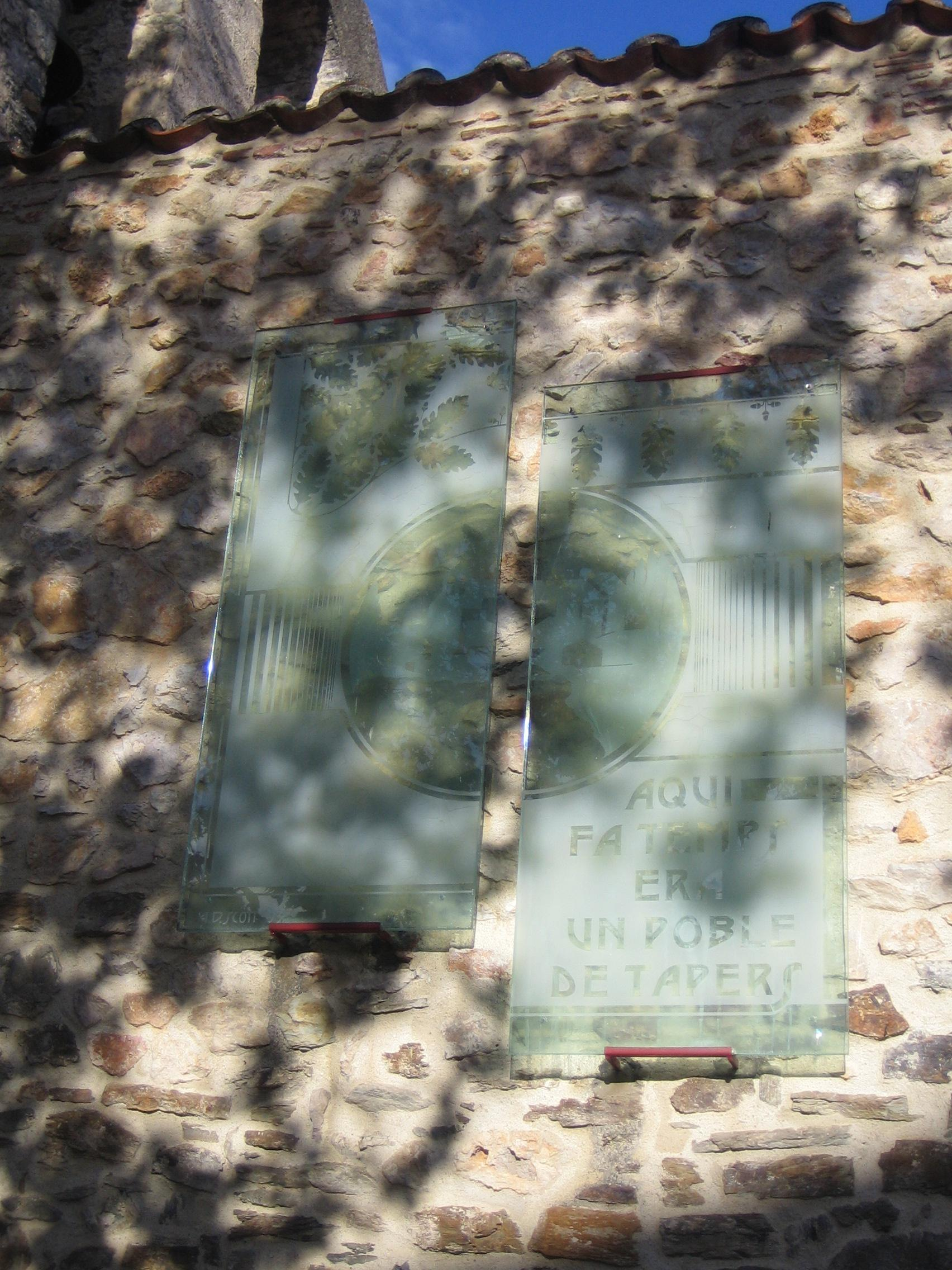
Record del passat: un taper de Llauró

La complicada orografia del terme de Llauró fa que no sigui un terme que basi la seva economia en l'agricultura extensiva, sinó en l'aprofitament del bosc i en les vinyes plantades en els costers on el bosc va ser en el seu moment romput per a plantar-hi ceps. La presència de nombroses alzines sureres en els seus boscos feu que antigament la fabricació de taps de suro fos una indústria important a Llauró. Tanmateix, aquesta indústria en l'actualitat ja forma part del passat.
El treball del bosc i el conreu de les vinyes dels costers és encara avui dia una font econòmica important, a la qual s'ha unit, en els darrers quaranta anys, l'establiment de cases de segona residència i, per tant, el turisme d'estiueig. Un càmping municipal, denominat Al comú complementa aquest fet.

## Història

### Prehistòria
Diverses han estat les troballes arqueològiques, en terme de Llauró. Les més visibles són els dòlmens de la Cabana del Moro i de Galuert. Hi havia hagut un altre dolmen, detalladament descrit per Joseph Jaubert de Réart l'any 1832, al Serrat de les Costes, molts anys il·localitzat, però del qual s'han retrobat recentment les restes.

### Història Antiga
La colonització romana és la que ha deixat més vestigis en el subsòl de tota la Catalunya Nord, i Llauró no n'és pas l'excepció. hi trobem jaciments romans a diversos llocs: al Pla del Mener, al sud-est del terme, al límit amb Vivers, a migdia del lloc per on passa la carretera D - 13, es van trobar vestigis romans d'època romana, a prop de la mina (d'on el topònim Mener), però que no hi semblen tenir pas relació.

### Edat mitjana
Llauró, sota la forma villa Laurosone és esmentat ja el 814 com un dels límits de Ceret, en un precepte de Lluís el Pietós. Entre el segle ix i l'XI, són diverses les formes que adopta el nom del poble: villa Lauresono (899), Laurisoni (1010), Laursione (1011), villa Lersione (1017), Lorso (1084), Laurosono/Laursono (1139)... Diverses autoritats eclesiàstiques tingueren alous i possessions a Llauró al llarg de l'Edat Mitjana (Sant Salvador de Besalú, el bisbe d'Elna, però des del 1163, a partir d'una butlla papal d'Alexandre III on confirmava la donació de l'església de Sant Martí al monestir de Santa Maria del Camp feta abans pel bisbe d'Elna Udalgar de Castellnou, Llauró restà cada cop més unit al monestir proper del Camp.
A finals del segle xii està documentada la família Llauró: Pere de Laurono signa el 1197 entre els senyors de Cortsaví, els de Termes i l'abat d'Arles. El 1272 encara consta com a senyoria particular. Beatriu de Llauró i la seva filla Blanca, muller de Bertran d'Illa, es declaren vassalls del vescomte Guillem IV de Castellnou, i hi esmenten el castell i la força de Llauró. A finals del segle xiii el senyoriu de Llauró anà a parar a mans de Berenguer Bernat de Ceret, el qual, en el seu testament, posava en venda el lloc de Llauró. Comprat pels seus ciutadans, el 1273 nomenaren senyor del lloc l'infant Jaume de Mallorca, futur rei Jaume II de Mallorca, el Bon Rei. Des d'aquell moment i fins a la fi de l'Antic règim, Llauró fou vila reial.

### Edat contemporània
L'1 de març del 1973 es va crear la comuna de Paçà, Llauró i Torderes per la fusió de les antigues comunes independents de Llauró, Paçà i Torderes, en una fusió similar a d'altres de la Catalunya del Nord, fruit del despoblament de la zona. Les tres comunes originals fores restablertes el 30 de setembre del 1989.

## Demografia

### Demografia antiga
La població està expressada en nombre de focs (f) o d'habitants (h)
| 6 f | 11 f | 6 f | 5 f | 8 f | 8 f | 5 f | 17 f | 18 f | 32 f | 245 h | 32 f | 54 f |

Font: Pélissier 1986

### Demografia contemporània
| Evolució de la població |      |      |      |      |      |      |      |      |
| 1793                    | 1800 | 1806 | 1821 | 1831 | 1836 | 1841 | 1846 | 1851 |
| 261                     | 238  | 270  | 262  | 298  | 300  | 319  | 311  | 325  |

| 1856 | 1861 | 1866 | 1872 | 1876 | 1881 | 1886 | 1891 | 1896 |
| ---- | ---- | ---- | ---- | ---- | ---- | ---- | ---- | ---- |
| 336  | 335  | 373  | 363  | 330  | 351  | 399  | 350  | 333  |

| 1901 | 1906 | 1911 | 1921 | 1926 | 1931 | 1936 | 1946 | 1954 |
| ---- | ---- | ---- | ---- | ---- | ---- | ---- | ---- | ---- |
| 328  | 335  | 287  | 275  | 279  | 283  | 228  | 208  | 181  |

| 1962 | 1968 | 1990 | 1999 | 2007 | 2008 | 2012 | 2013 |  |
| ---- | ---- | ---- | ---- | ---- | ---- | ---- | ---- |  |
| 191  | 205  | 255  | 270  | 322  | 324  | 316  | 314  |  |

Fonts: Ldh/EHESS/Cassini fins al 1999, després INSEE a partir deL 2004
Nota: Del 1973 al 1989, Llauró era agrupat amb Paçà i Torderes.

### Evolució de la població

Població 1962-2008

## Administració i política

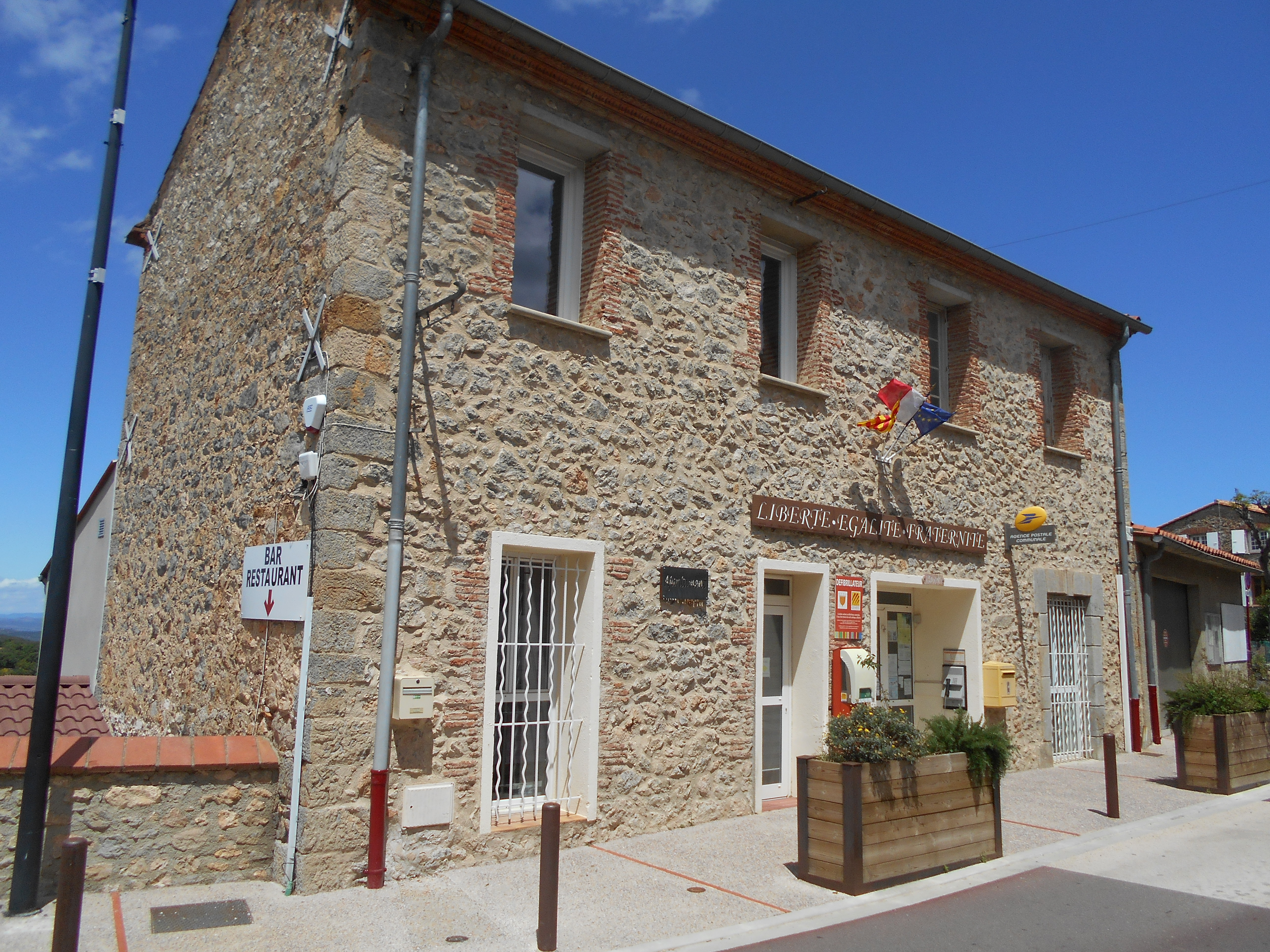
La Casa del Comú

### Batlles[9]
| Període                       | Nom              | Opció política | Comentaris |
| ----------------------------- | ---------------- | -------------- | ---------- |
| 1908 - 1939                   | Joseph Esteve    |                |            |
| 1939 - 1945                   | Martin Planes    |                |            |
| 1945 - 1973                   | Martin Bizern    |                |            |
| 1989 - Març del 2001          | Alberte Montalvo |                |            |
| Març del 2001 - Moment actual | Roger Tourné     | Div            |            |

`
Nota: Del 1973 al 1989, Llauró era agrupat amb Paçà i Torderes.

### Legislatura 2014 - 2020

#### Batlle
- Roger Tourné.

#### Adjunts al batlle[10]
- 1r: Agnès Delattre
- 2n: Daniel Rossard.

#### Consellers municipals
- Hilda Ancel
- Gaëlle Boulanger
- Luce Faxula
- Patrice Fransens
- Didier Lavaux
- Sylvie Martin
- Bruno Oliveres
- François Rodriguez.

### Adscripció cantonal

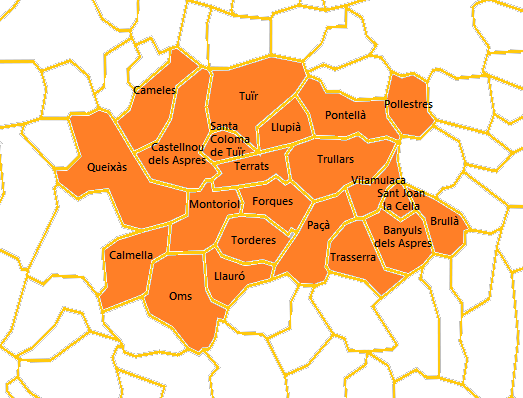
Mapa del Cantó 1 dels Aspres

A les eleccions cantonals del 2015 Llauró ha estat inclòs en el cantó número 1, denominat Els Aspres, amb capitalitat a la vila de Tuïr i amb els pobles de Banyuls dels Aspres, Brullà, Calmella, Cameles, Castellnou dels Aspres, Forques, Llauró, Llupià, Montoriol, Oms, Paçà, Pollestres, Pontellà i Nyils, Queixàs, Santa Coloma de Tuïr, Sant Joan la Cella, Terrats, Torderes, Trasserra, Trullars i Vilamulaca. Hi han estat escollits com a consellers departamentals Édith Pugnet, del Partit Comunista - Front d'esquerra, Vicepresident del Consell departamental, adjunta al batlle de Cabestany, i René Olivé, del Partit Socialista, Vicepresident del Consell departamental, batlle de Tuïr.

## Ensenyament i cultura
Llauró participa, juntament amb Montoriol, Queixàs i Torderes, en un Reagrupament Pedagògic Intercomunal que té les seves seus a Llauró (classes maternals, elementals i primàries) i Torderes (classes elementals i primàries). Dels 63 infants acollits en aquestes classes, 46 van a escola a Llauró i 17 a Torderes. Els escolars procedeixen dels pobles esmentats al començament: 24 de Llauró, 17 de Torderes, 12 de Queixàs i 10 de Montoriol. Per a cursar la secundària, poden triar entre Tuïr i Ceret. Per als estudiants de batxillerat és un cas semblant, amb la diferència que a Tuïr no hi ha liceu; el segon més proper és a Vilallonga dels Monts, com a liceu professional, o a Tesà.

## Llocs d'interès
- La Cabana del Moro (dolmen)
- Dolmen de Serra de Galuert
- Església de Sant Martí